# Ваяндотт (Оклахома)
Ваяндотт (англ. Wyandotte) — місто (англ. town) в США, в окрузі Оттава штату Оклахома. Населення — 488 осіб (2020).

## Географія
Ваяндотт розташований за координатами 36°47′33″ пн. ш. 94°43′23″ зх. д. / 36.79250° пн. ш. 94.72306° зх. д. (36.792578, -94.723137).  За даними Бюро перепису населення США в 2010 році місто мало площу 1,26 км², уся площа — суходіл.

## Демографія
Згідно з переписом 2010 року, у місті мешкали 333 особи в 134 домогосподарствах у складі 89 родин. Густота населення становила 265 осіб/км².  Було 159 помешкань (127/км²).
Расовий склад населення:
| - 64,9 % — білих - 27,6 % — корінних американців |

До двох чи більше рас належало 7,5 %. Частка іспаномовних становила 2,1 % від усіх жителів.
За віковим діапазоном населення розподілялося таким чином: 30,6 % — особи молодші 18 років, 55,3 % — особи у віці 18—64 років, 14,1 % — особи у віці 65 років та старші. Медіана віку мешканця становила 33,8 року. На 100 осіб жіночої статі у місті припадало 98,2 чоловіків;  на 100 жінок у віці від 18 років та старших — 90,9 чоловіків також старших 18 років.
Середній дохід на одне домашнє господарство  становив 43 670 доларів США (медіана — 39 375), а середній дохід на одну сім'ю — 50 330 доларів (медіана — 42 188). За межею бідності перебувало 14,7 % осіб, у тому числі 20,0 % дітей у віці до 18 років та 4,1 % осіб у віці 65 років та старших.
Цивільне працевлаштоване населення становило 150 осіб. Основні галузі зайнятості: мистецтво, розваги та відпочинок — 33,3 %, освіта, охорона здоров'я та соціальна допомога — 20,0 %, виробництво — 13,3 %, роздрібна торгівля — 10,7 %.